# Quảng Đông Tứ đại trạng sư
Quảng Đông Tứ đại trạng sư (tiếng Trung: 廣東四大狀師) là danh xưng trong giai thoại dân gian Trung Hoa dùng để chỉ 4 trạng sư nổi tiếng nhất tỉnh Quảng Đông vào cuối thời nhà Thanh, gồm "Vua hòa giải" (橋王之王, Kiều vương chi vương) Trần Mộng Cát, "Sư gia xảo quyệt" (扭計師爺, Nữu kế sư gia) Phương Đường Kính, "Sư gia viết thay" (捉刀師爺, Tróc đao sư gia) Hà Đạm Như, và "Sư gia văn quái" (文怪師爺, Văn quái sư gia) Lưu Hoa Đông. Trong các giai thoại  dân gian Quảng Đông, Trần Mộng Cát và Phương Đường Kính thường ở các vị trí đối lập nhau. Trần Mộng Cát thường được mô tả với hình ảnh tích cực hơn, trong khi Phương Đường Kính chủ yếu được mô tả như là một nhân vật phản diện.
Cũng có thuyết thay đổi địa vị của Lưu Hoa Đông thành Tống Thế Kiệt. Tuy nhiên, đây chỉ là một nhân vật hư cấu.

## Khái quát nhân vật

### Trần Mộng Cát
Trần Mộng Cát (tiếng Trung: 陳夢吉; 1820-1888), người Tân Hội (có thuyết ghi là Thuận Đức), tỉnh Quảng Đông, xuất thân gia tộc hiển hách. Tuy nhiên, Trần Mộng Cát lại không có hứng thú với con đường sĩ hoạn (có thuyết cho rằng ông từng đỗ Tú tài), lại nhìn thấu sự hủ bại của Thanh triều, nên quyết định du hý nhân gian.
Trần Mộng Cát từ nhỏ đã mất cha, cuộc sống trải qua nhiều khó khăn, dần hình thành tư tưởng đồng cảm với kẻ yếu và ghét kẻ mạnh. Tính cách ông hài hước, viết chữ đẹp, thường giúp người nghèo viết tố trạng, giúp bách tính yếm thế chống lại kẻ cường quyền, được người đời tôn xưng là Quảng Đông dân gian Đệ nhất trạng sư thời Thanh mạt, được xếp đứng đầu trong Tứ đại tụng sư.

### Phương Đường Kính
Phương Đường Kính (tiếng Trung: 方唐鏡, 1817-1900), tự Kính Tuyền (鏡泉), hiệu Dung Châu. Nguyên tên của ông là Phan Kính (潘鏡), người Nam Hải, tỉnh Quảng Đông, tính cách bị người đời nhận xét là "hoang đường", vì vậy có biệt danh là Hoang đường Kính (荒唐鏡), rồi khi được lưu truyền trong giai thoại lại bị biến thành Phương Đường Kính. Có thuyết nói ông khi về già đã quy y Phật pháp, pháp hiệu là Trừng Trí (澄智).
Phan Kính từ thuở thiếu niên đã có tiếng đĩnh ngộ, khoảng hơn 10 tuổi đã thi đỗ Tú tài, sau lại vượt qua kỳ khảo thủ Hiếu liêm. Tuy nhiên đường khoa cử sau đó ông gặp nhiều thất lợi, chỉ dừng lại ở bậc Cử nhân, lại nhân có việc ông hý lộng Lưỡng Quảng Tổng đốc Từ Quảng Tấn (徐廣縉) nên bị cách trừ công danh. Trong giai thoại dân gian Quảng Đông, ông được mô tả như là một kẻ xảo quyệt và tinh quái, nổi tiếng hay bức hiếp bách tính, bị mệnh danh là "Sư gia xảo quyệt" (扭计师爷, Nữu kế sư gia). Trong nhiều câu chuyện truyền kỳ, ông thường bị mô tả như một nhân vật phản diện, thường đối chọi với Đệ nhất Trạng sư Trần Mộng Cát.

### Hà Đạm Như
Hà Đạm Như (tiếng Trung: 何淡如; 1820-1913), có tên là Hựu Hùng (又雄), biểu tự Đạm Như (淡如), người Nam Hải, Quảng Đông. Vốn xuất thân văn nhân, năm Đồng Trị nguyên niên (1862), Hà Đạm Như trúng Cử nhân, lấy học danh là Văn Hùng (文雄). Do một lần ông làm bài giúp cho người khác, bị khảo quan phát hiện, nên bị trục xuất khỏi trường. Tuy khảo quan quý tài của ông mà không tấu lên, nhưng sự việc cũng đã lan truyền trong giới văn nhân các quận huyện. Ông vì việc này mà cải danh thành Hựu Hùng.
Hà Đạm Như về sau chủ yếu kiếm sống bằng nghề dạy học ở tỉnh Quảng Đông và Hồng Kông. Ông tính tình khôi hài, giảng bài sinh động thú vị, dễ hiểu, nên thu hút được nhiều học trò, nổi danh một thời. Ông còn nổi tiếng giỏi đối câu, nhiều câu đối khó của ông được lưu lại.
Ông văn hay chữ tốt, thích viết đơn kiện cho người khác, từ đó có biệt danh "Sư gia viết thay" (捉刀師爺, Tróc đao sư gia), tề danh với Trần Mộng Cát, Lưu Hoa Đông và Phương Đường Kính là Tứ đại trạng sư đất Quảng Đông.

### Lưu Hoa Đông
Lưu Hoa Đông (tiếng Trung: 劉華東; 1778-1841), nguyên tổ tịch ở Phúc Kiến, là người lớn tuổi nhất trong Tứ đại trạng sư, có biệt hiệu "Văn quái sư gia" (文怪師爺).
Ngoài nổi danh trạng sư, Lưu Hoa Đông còn được biết đến là người đã chuyển thể các vở côn kịch "Kim ấn ký" và "Mãn sàng hốt" thành kinh kịch Quảng Đông "Lục quốc đại phong tướng". Ngoài ra, tác phẩm về câu đối "Lưu Hoa Đông lệ thư bát ngôn liên" của ông hiện vẫn được bảo tổn tại công viên Lai Chi Kok, Hồng Kông.
Trong một số giai thoại, địa vị Đệ tứ trạng sư của Lưu Hoa Đông thường bị thay thế bởi nhân vật hư cấu Tống Thế Kiệt.